# Ferrari 400i

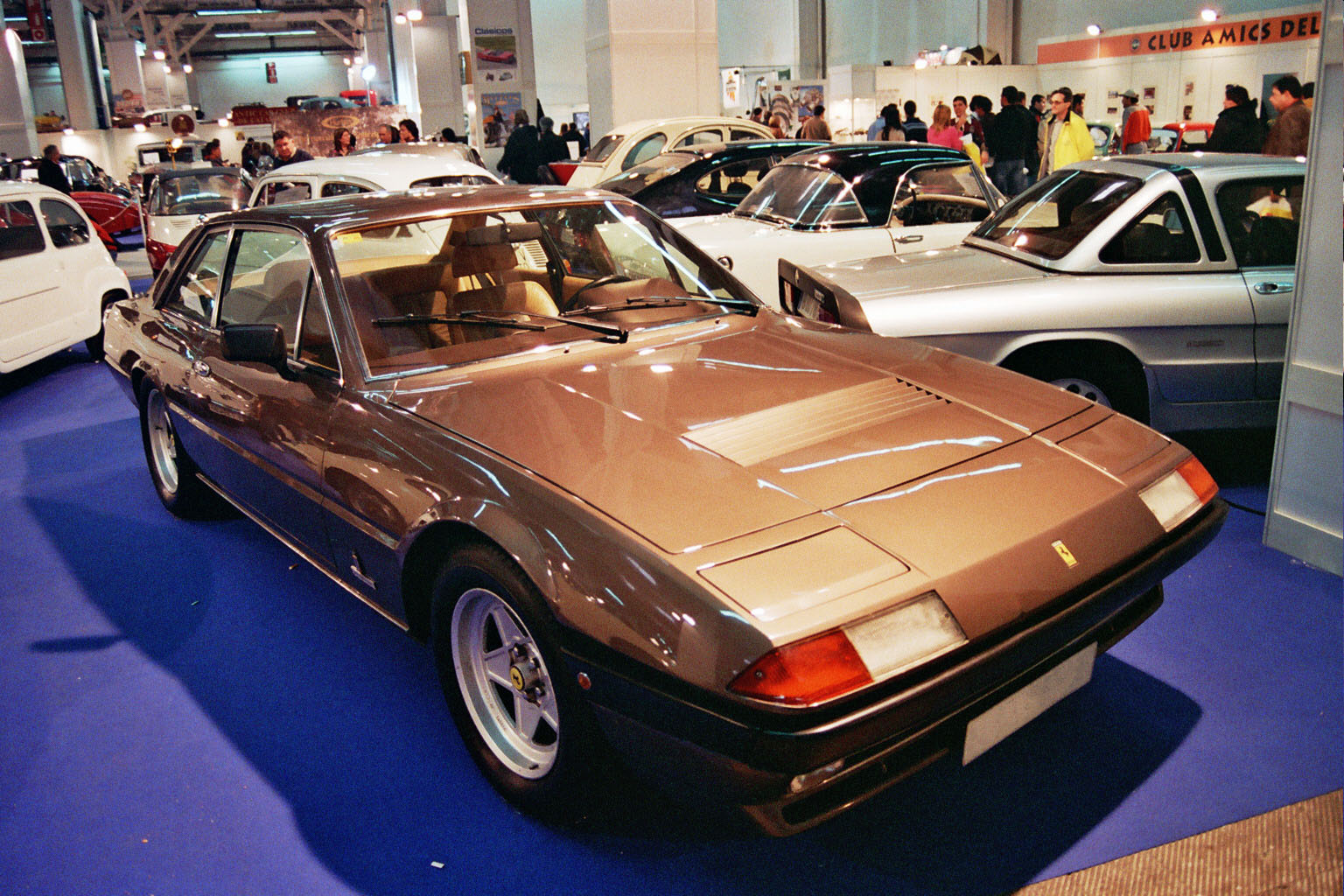
Ferrari 400i

De Ferrari 400i, een van de minder bekende modellen van het beroemde automerk, heeft een door Pininfarina gestileerde carrosserie. Deze volgde de trend die vrijwel gelijktijdig werd ingezet met de Rover SD1 waarbij de klassieke grille van de neus van de auto verdween en het motordeksel optisch doorliep tussen de koplampen, een stijl die vrijwel alle fabrikanten in de jaren '70 van de twintigste eeuw navolgden.
Op de keper beschouwd was de Citroën DS, die Flaminio Bertoni als chef-ontwerper van Citroën in 1955 ontwierp, de eerste naoorlogse auto die dit kenmerk had. Ook in dit - zelden onderkende - opzicht was die auto, door velen beschouwd als de meest innovatieve uit de moderne autogeschiedenis, zijn tijd precies twintig jaar vooruit.
De opvolger van de 400i, de Ferrari 412 had, geheel naar de trend van de latere jaren 70, een nog strakkere lijnvoering en vertoont, met name in zijaanzicht, sterke verwantschap met de eveneens door Pininfarina getekende Lancia Gamma coupé.